# Sankt Valentin auf der Haide

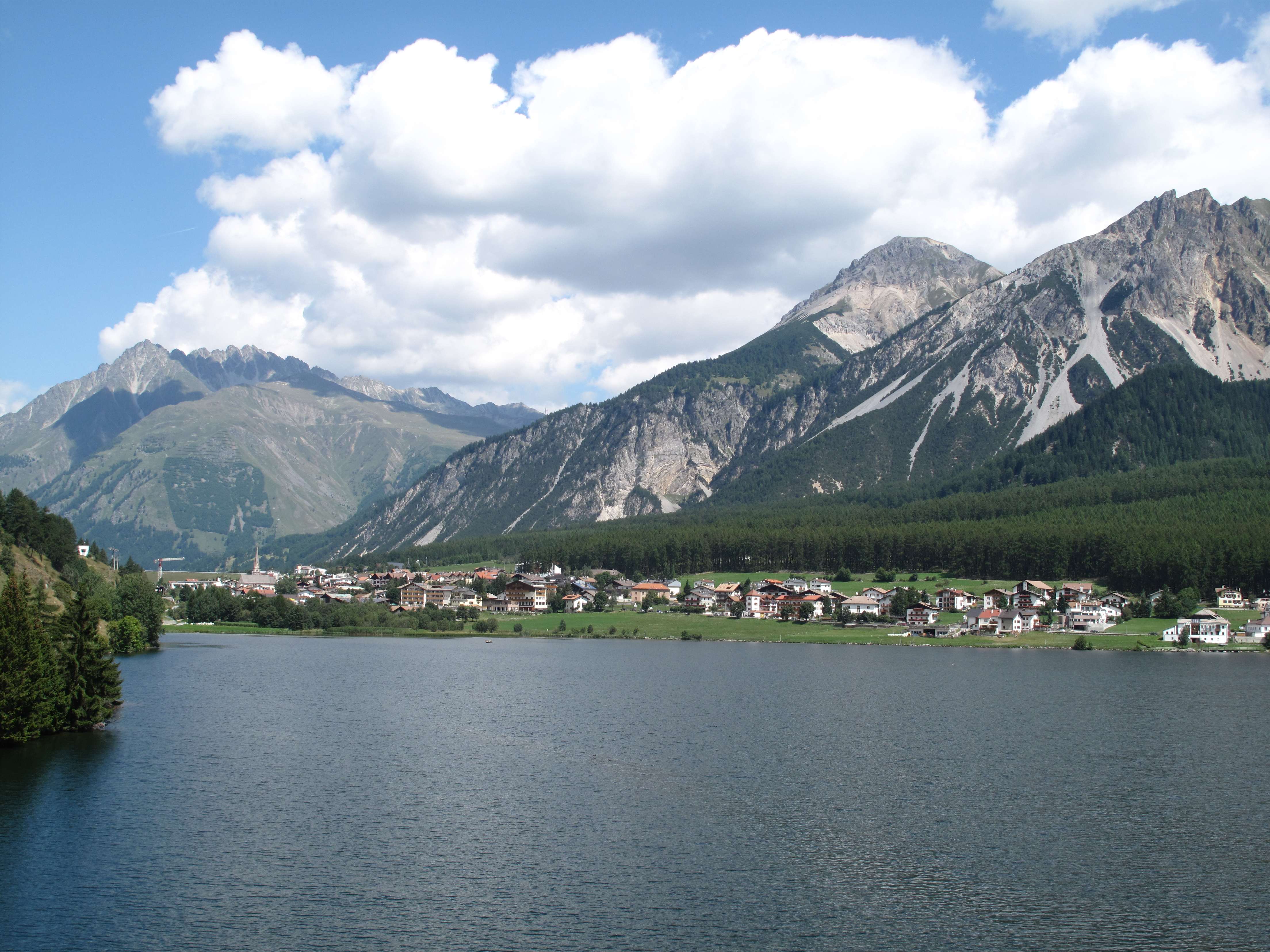
Sankt Valentin auf der Haide, dorpszicht

Sankt Valentin auf der Haide (Italiaans: San Valentino Alla Muta) is een van de Fraktionen van Graun im Vinschgau en telt ongeveer 800 inwoners.
Sankt Valentin auf der Haide ligt vlak bij de Oostenrijkse grens en ligt in de Reschenpas in Trentino-Zuid-Tirol. Er is een hoofdstraat, de Via Vittorio Veneto, die de SS40 vanaf Graun im Vinschau (Italiaans: Curon Venosta) verbindt met Mals im Vinschau. (Malles Venosta).